# 弗朗兹·克罗默尔
弗朗兹·克罗默尔（德語：Franz Krommer；1759年11月27日—1831年1月8日），捷克語稱弗朗蒂舍克·克拉瑪（František Kramář），是摩拉维亚的作曲家，小提琴家。早年学习小提琴，移居维也纳后曾在乐队中任职。1790年移居布达佩斯，1795年回到维也纳，1813年进入奥地利宫廷供职直到去世。克罗默尔的作品很多，风格各异，有部分作品体现了一定的浪漫主义色彩。他的管乐作品目前演奏较多。

## 外部連結
- 弗朗兹·克罗默尔的免费乐谱，由国际乐谱典藏计划提供
- 弗朗兹·克罗默尔（德国国家图书馆目录相关文献）